# Mike Seerey
Mike Seerey (Saint Louis, 23 ottobre 1950) è un ex calciatore statunitense, di ruolo attaccante. Nel 2007 è stato inserito nel "St. Louis Soccer Hall of Fame".

## Carriera

### Club
Formatosi calcisticamente nella formazione calcistica della Saint Louis University, facendosi notare come uno dei migliori giocatori universitari del periodo vincendo due edizioni dell'Hermann Trophy, nella stagione 1973 è ingaggiato dai Miami Toros, franchigia della North American Soccer League, con cui ottenne il terzo e ultimo posto della Southern Division, non potendo così accedere alla fase finale del torneo.
Dal 1974 al 1976 gioca nei St. Louis Stars, sempre nella NASL. Con gli Stars ottiene come miglior risultato il raggiungimento delle semifinali nella stagione 1975, persa contro i Portland Timbers.

### Nazionale
Dopo aver partecipato alle qualificazioni, nel 1972 fece parte della nazionale olimpica di calcio degli Stati Uniti d'America, con cui partecipò al torneo di calcio della XX Olimpiade, dove ottenne l'ultimo posto del Gruppo 1.